# Happy Sad
Happy Sad är ett musikalbum av Tim Buckley som lanserades i juli 1969 på Elektra Records. Det var hans tredje studioalbum och spelades in i Los Angeles. Det påbörjade en mer experimentell period för Buckley. Albumet är betydligt mer jazzinspirerat än hans tidigare skivor och innehåller mycket vibrafonspel av David Friedman. Buckley avslutade också samarbetet med Larry Beckett som han samskrivit låtar med på sina två första album och skrev nu alla låtar själv. Albumet kom att bli hans framgångsrikaste kommersiellt sett. Albumet klättrade till nummer 81 på Billboard 200. 

## Låtlista
Sida 1
1. "Strange Feelin'" – 7:40
2. "Buzzin' Fly" – 6:04
3. "Love from Room 109 at the Islander (On Pacific Coast Highway)" – 10:49

Sida 2
1. "Dream Letter" – 5:12
2. "Gypsy Woman" – 12:19
3. "Sing a Song for You" – 2:39

Alla sångar skrivna av Tim Buckley.

## Medverkande
- Tim Buckley – gitarr, sång, 12-strängad gitarr
- Lee Underwood – gitarr, keyboard
- John Miller – ståbas
- Carter Collins – congas
- David Friedman – percussion, marimba, vibrafon